# سیارک ۷۹۲

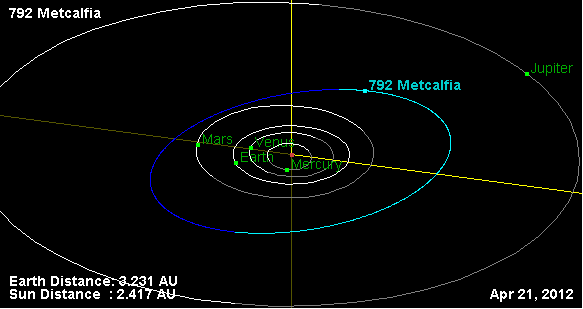
نمایی از محل قرارگیری سیارک ۷۹۲ در مدار - ۲۰۱۲

سیارک ۷۹۲ (به انگلیسی: 792 Metcalfia، نامگذاری:1907ZC) هفتصد و نود و دومین سیارک کشف شده‌است که در ۲۰ مارس ۱۹۰۷ کشف شد.
قدر مطلق سیارک برابر ۱۰٫۳۳ است.